# Cité Charles-Godon
La cité Charles-Godon est une voie du 9e arrondissement de Paris, en France.

## Description

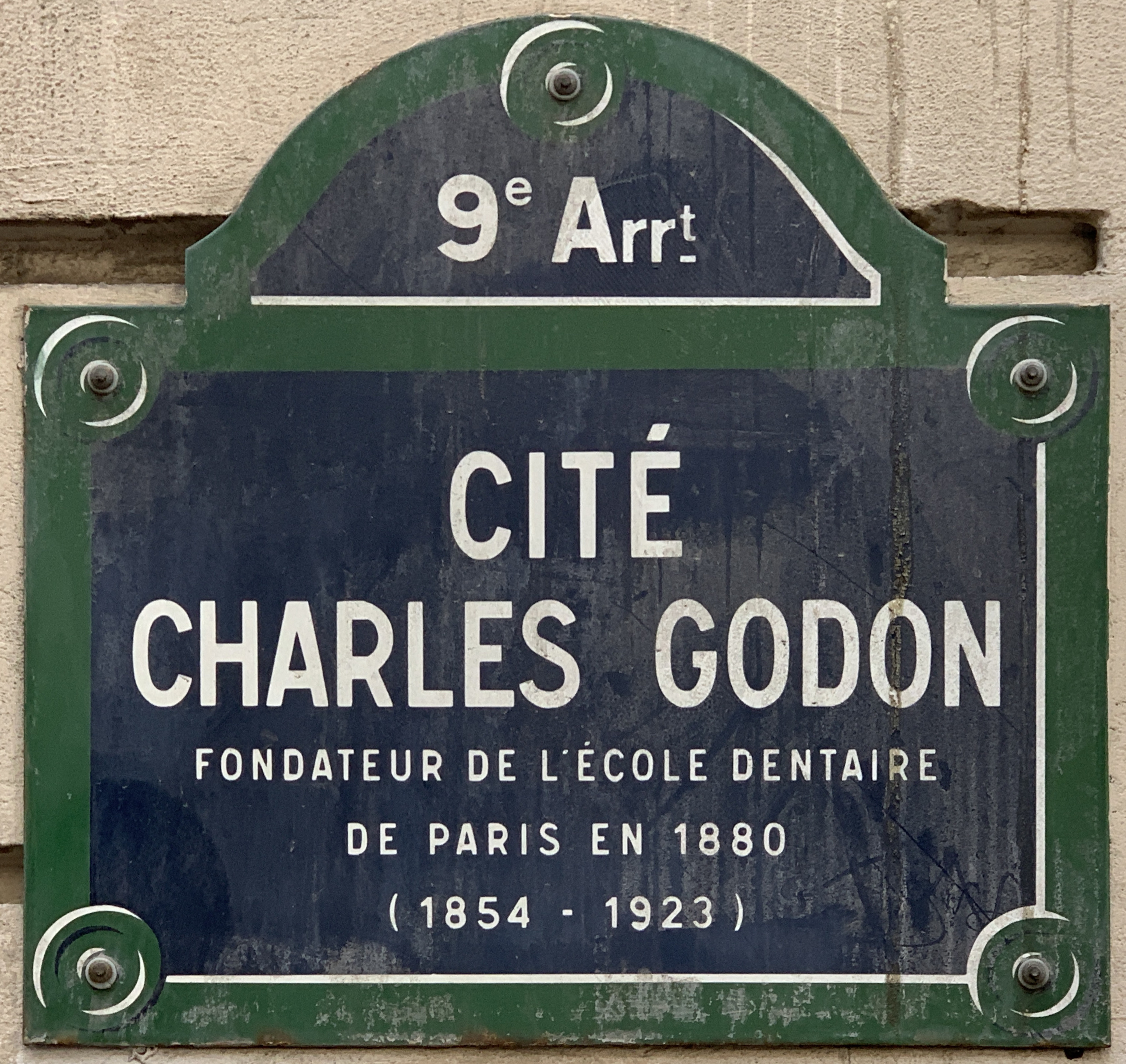
Plaque de la voie.

La cité Charles-Godon est une voie publique située dans le 9e arrondissement de Paris. Elle débute au 25, rue Milton et se termine au 41, rue de La Tour-d'Auvergne. 

## Origine du nom
Charles Godon est le fondateur, en 1880, de l’École dentaire de Paris, située au no 43 rue Louise-Émilie-de-La-Tour-d'Auvergne. Il était maire-adjoint du 8e arrondissement de Paris.

## Histoire
Sur un plan de 1860, elle est désignée «  rue Neuve-des-Martyrs », et sur un plan de 1900, elle est nommée « Cité Milton ». 